# まわるくん
まわるくんは、2001年9月に大同 (現:ビスティ) が発売した、回転体振り分けとデジタル抽せんを融合させたパチンコ機のシリーズ名。
CRまわるくんSPの1機種がある。

## 概要
羽根モノのように盤面左側にある垂直落下式のオトシ始動口に入賞させることから全てが始まる権利物。
オトシ始動口経由で電チューを開かせ、役物内に玉を入賞させた後に、役物内にある回転体で振り分けられた玉がスタート穴に入ればデジタルが回る。
デジタルは1桁表示で、ここに3か7が出れば大当たりとなる。確変抽選は大当たり抽選とは別に行われる。
大当たり後もデジタルは回り、当たった時点で権利が消滅するので注意が必要である。

本機には、ブルーラッシュ台という通常とは異なる挙動を見せる台が存在した。

- ブルーラッシュ台の外見的特徴

①役物下のランプの左側の「NG」ランプが赤く点灯している
②役物内に玉がなくなっても回転体の動きが約30秒間スローのまま
③その間、青いランプが上下一緒に激しく光り続けている
④盤面左側の赤いランプ群も特殊な動きをする（通常状態の台の拾球時の動きを連続で5回繰り返す）
この現象は、役物上部の電チューセンサーに入賞感知がある状態で、役物に入賞感知がない場合に発生するものである。もしくはその逆で、電チューセンサーに入賞感知がない状態で、役物に入賞感知がある場合でも同様に発生する。
ブルーラッシュは台がエラーになっている状態を示しており、リセットをするか電チューを通過させずに直接回転体に入賞させると通常状態に復帰する。
当時、このブルーラッシュ台が特殊な連チャンを生み出す、大当たりがしやすいなどの様々な臆測が飛び交ったが、実際のところは台がエラー状態になっているだけで、特殊な台という訳ではなかった。
エラー状態でも通常と変わらない確率で大当たりの抽選を行なっており、この状態の大当たりから特殊な台があるという誤解が生まれた。

## スペック
- CRまわるくんSP
  - 賞球数 6&13&15
  - 大当たり最高継続 16R
  - 役物振り分け率　1/5
  - 大当たり確率 1/11.4
  - 確変中大当たり確率　1/6.1
  - 確変突入率　1/2
  - 確変期間　次回大当たりまで
  - 確変最高継続数　5回

## 図柄
- 3
- 7

## 演出
1回のオトシ入賞で、電チューが0.1秒、直後に0.4秒と、2回の開放を行う変則仕様である。確変中は5.5秒の開放1回のみとなる。

役物内でのデジタル回転振り分け率は1/5となっており、普段の回転体は2秒未満の周期で高速回転しているが、役物入賞中の期間だけ周期が遅くなる。

回転体による振り分けで、スタート穴へ入るとデジタルが回転する。大当たり後は右打ちでラウンド消化をしていくゲーム性である。

予告アクション

デジタルが回り出す瞬間の予告演出があり、派手なアクションを見せる。
- ブルーフラッシュ

デジタル回転開始時に激しく青く光れば期待度がアップする。
- 消灯予告

いきなり全部のランプが消える。発生した時点で大当たりが確定する。

リーチアクション

リーチパターンはノーマルパターンを含め全5種類ある。
シンプルなアクションだが、大当たり確率が高いこともあり、いずれのリーチになっても期待ができる。
一度図柄が停止した後に再度動き出す復活アクションもある。
- スリップ

1桁デジタルの図柄が滑るアクションを見せる。3回目のスベリで大当たりが確定する。
- スクラッチ

スクラッチ音と共に当たり図柄が行ったり来たりする動きを見せる。
- カウントダウン

かけ声と共に図柄がカウントダウンしていく。信頼度は高めである。
- フラッシュ

盤面中央部の飾りランプが激しく点滅した段階で大当たりが確定となる。

確変抽選
確変の抽選は大当たり後に判定される。
デジタル左右に配置されているランプの左側が点灯すれば通常大当たりで、右側が点灯すれば確変大当たりとなる。